# Kadavinahosahalli, Arkalgud
Kadavinahosahalli là một làng thuộc tehsil Arkalgud, huyện Hassan, bang Karnataka, Ấn Độ.